# London Regatta Centre
Das London Regatta Centre ist ein Ruder- und Drachenboot-Rennzentrum in den Docklands im East End von London. Es befindet sich im Nordwesten des historischen Royal Albert Dock direkt gegenüber dem London City Airport. Das Gelände ist im Besitz des Royal Albert Dock Trust und beherbergt den Queen Mary University of London Boat Club, den London Youth Rowing, den Curlew Rowing Club, den London Otters Rowing Club, den Bootsclub der University of East London und den Raging Dragons-Drachenbootverein sowie unter anderem noch die Thames Dragons, Wave Walkers, Windy Pandas DBC und Typhoon DBC.
Das Regattazentrum wurde im März 2000 von Princess Anne feierlich eröffnet. Das Gebäude wurde von Ian Ritchie Architects entworfen.
Das Zentrum verfügt über eine 2000-Meter-Strecke mit sieben Fahrspuren und einer Rückfahrspur. Die bestehende Länge des Docks von 1750 Metern wurde durch die Entfernung und den Neubau der Woolwich Manor Way Bridge weiter im Osten des Docks auf 2000 Meter verlängert.
Das Zentrum liegt in der Nähe des Bahnhofs Royal Albert der Docklands Light Railway.